# 52ns Premis Tony
La 52a edició anual dels Premis Tony va tenir lloc el 7 de juny de 1997 al Radio City Music Hall i va ser retransmesa per la CBS. Un segment documental va ser emès per la PBS. La cerimònia va ser presentada per Rosie O'Donnell, que la presentaria en tres ocasions (1997, 1998 i 2000).
Aquesta cerimònia va ser notable perquè els premis de Millor Direcció d'una Obra i Millor Direcció d'un Musical van recaure en una dona, sent la primera ocasió en que això tenia lloc.
The Lion King va aconseguir sis guardons, incloent el de Millor Musical, convertint-se en la primera franquícia en completar l'estatus EGOT. Ragtime tenia 13 nominacions; i Ragtime, The Beauty Queen of Leenane i Cabaret en van guanyar quatre cadascun.

## La cerimònia
El número inicial va ser Broadway Divas, amb Rosie O'Donnell i els ballarins de Chicago introduint Patti LuPone ("Don't Cry for Me Argentina" d'Evita); Jennifer Holliday ("And I Am Telling You I'm Not Going" de Dreamgirls); i Betty Buckley ("Memory" de Cats).
Presentadors: Alec Baldwin, Annette Bening, Betty Buckley, Joel Grey, Gregory Hines, Jennifer Holliday, Helen Hunt, Christine Lahti, Nathan Lane, Angela Lansbury, John Lithgow, Patti LuPone, James Naughton, Liam Neeson, Bebe Neuwirth i Marisa Tomei.
Musicals representats:
- Ragtime ("Ragtime" – Marin Mazzie, Audra McDonald i Companyia)
- The Sound of Music ("Wedding"/"Do-Re-Mi"/"The Sound of Music" Finale – Rebecca Luker i Companyia)
- 1776 ("Sit Down, John" – Richard Poe i Companyia)
- The Lion King ("Circle of Life" – Tsidii Le Loka i Companyia)
- Cabaret ("Willkommen" – Alan Cumming and Company)
- Side Show ("I Will Never Leave You" – Alice Ripley i Emily Skinner)
- The Scarlet Pimpernel ("Into the Fire" – Douglas Sills i Companyia)

## Premis i nominats
Els guanyadors estan indicats en negreta
| Millor obra | Millor musical |
| --- | --- |
| - Art – Yasmina Reza - Freak – John Leguizamo - Golden Child – David Henry Hwang - The Beauty Queen of Leenane – Martin McDonagh                                                                                       | - The Lion King - Ragtime - Side Show - The Scarlet Pimpernel |
| Millor revival d'obra | Millor revival de musical |
| - A View from the Bridge - Ah, Wilderness! - The Chairs - The Diary of Anne Frank | - Cabaret - 1776 - The Sound of Music |
| Millor actor protagonista en una obra | Millor actriu protagonista en una obra |
| - Anthony LaPaglia – A View from the Bridge com Eddie - Richard Briers – The Chairs com Old Man - John Leguizamo – Freak com Himself - Alfred Molina – Art com Yvan                                                    | - Marie Mullen – The Beauty Queen of Leenane com Maureen Folan - Jane Alexander – Honour com Honor - Allison Janney – A View from the Bridge com Beatrice Carbone - Geraldine McEwan – The Chairs com Old Woman                                                                                                   |
| Millor actor protagonista de musical | Millor actriu protagonista de musical |
| - Alan Cumming – Cabaret com The Master of Ceremonies - Peter Friedman – Ragtime com Tateh - Brian Stokes Mitchell – Ragtime com Coalhouse Walker, Jr. - Douglas Sills – The Scarlet Pimpernel com Percy Blakeney      | - Natasha Richardson – Cabaret com Sally Bowles - Betty Buckley – Triumph of Love com Hesione - Marin Mazzie – Ragtime com Mother - Alice Ripley i Emily Skinner – Side Show com Violet and Daisy Hilton |
| Millor actor de repartiment en una obra | Millor actriu de repartiment en una obra |
| - Tom Murphy – The Beauty Queen of Leenane com Ray Dooley - Brían F. O'Byrne – The Beauty Queen of Leenane com Pato Dooley - Sam Trammell – Ah, Wilderness! com Richard Miller - Max Wright – Ivanov com Pavel Lebedev | - Anna Manahan – The Beauty Queen of Leenane com Mag Folan - Enid Graham – Honour com Sophie - Linda Lavin – The Diary of Anne Frank com Mrs. Van Daan - Julyana Soelistyo – Golden Child com Eng Ahn |
| Millor actor de repartiment de musical | Millor actriu de repartiment de musical |
| - Ron Rifkin – Cabaret com Herr Schultz - Gregg Edelman – 1776 com Edward Rutledge - John McMartin – High Society com Uncle Willie - Samuel E. Wright – The Lion King com Mufasa                                       | - Audra McDonald – Ragtime com Sarah - Anna Kendrick – High Society com Dinah Lord - Tsidii Le Loka – The Lion King com Rafiki - Mary Louise Wilson – Cabaret com Fraulein Schneider |
| Millor llibret | Millor banda sonora (música i/o lletres) escrita per al teatre |
| - Terrence McNally – Ragtime - Bill Russell – Side Show - Roger Allers and Irene Mecchi – The Lion King - Nan Knighton – The Scarlet Pimpernel                                                                         | - Ragtime – Stephen Flaherty (música) i Lynn Ahrens (lletres) - Side Show – Henry Krieger (música) i Bill Russell (lletres) - The Capeman – Paul Simon (música) i Derek Walcott (lletres) - The Lion King – Elton John, Tim Rice, Lebo M, Mark Mancina, Jay Rifkin, Julie Taymor i Hans Zimmer (música i lletres) |
| Millor escenografia | Millor vestuari |
| - Richard Hudson – The Lion King - Bob Crowley – The Capeman - Eugene Lee – Ragtime - Quay Brothers – The Chairs | - Julie Taymor – The Lion King - William Ivey Long – Cabaret - Santo Loquasto – Ragtime - Martin Pakledinaz – Golden Child |
| Millor il·luminació | Millors orquestracions |
| - Donald Holder – The Lion King - Paul Anderson – The Chairs - Peggy Eisenhauer i Mike Baldassari – Cabaret - Jules Fisher i Peggy Eisenhauer – Ragtime                                                                | - William David Brohn – Ragtime - Robert Elhai, David Metzger i Bruce Fowler – The Lion King - Michael Gibson – Cabaret - Stanley Silverman – The Capeman |
| Millor direcció d'obra | Millor direcció de musical |
| - Garry Hynes – The Beauty Queen of Leenane - Michael Mayer – A View from the Bridge - Simon McBurney – The Chairs - Matthew Warchus – Art                                                                             | - Julie Taymor – The Lion King - Scott Ellis – 1776 - Frank Galati – Ragtime - Sam Mendes with Rob Marshall – Cabaret |
| Millor coreografia | |
| - Garth Fagan – The Lion King - Graciela Daniele – Ragtime - Forever Tango Dancers – Forever Tango - Rob Marshall – Cabaret                                                                                            | |

## Premis especials
- Premi Tony al Teatre Regional 
  - Denver Center Theatre Company
- Èxits d'una vida al teatre 
  - Ben Edwards
  - Edward E. Colton
- Premi Tony d'Honor 
  - The International Theatre Institute of the United States

### Multiples nominacions i premis
Aquestes produccions van rebre multiples nominacions:
- 13 nominacions: Ragtime
- 11 nominacions: The Lion King
- 10 nominacions: Cabaret
- 6 nominacions: The Beauty Queen of Leenane i The Chairs
- 4 nominacions: Side Show i A View from the Bridge
- 3 nominacions: Art, The Capeman, Golden Child, The Scarlet Pimpernel i 1776
- 2 nominacions: Ah, Wilderness!, The Diary of Anne Frank, Freak, High Society i Honour

Aquestes produccions van rebre multiples premis:
- 6 guardons: The Lion King
- 4 guardons: The Beauty Queen of Leenane, Cabaret i Ragtime
- 2 guardons: A View from the Bridge